# NGC 4551
NGC 4551 (другие обозначения — UGC 7759, MCG 2-32-148, ZWG 70.183, VCC 1630, PGC 41963) — эллиптическая галактика (Е) в созвездии Девы. Открыта Уильямом Гершелем в 1784 году.
По величине дисперсии скоростей в центре галактики масса чёрной дыры в её центре не должна превышать 5⋅106 M⊙. Чёрная дыра в галактике не является активной, и в радиодиапазоне галактика не наблюдается.
Этот объект входит в число перечисленных в оригинальной редакции «Нового общего каталога».
NGC 4551 при наблюдении в любительский телескоп с большим увеличением образует живописную пару с линзообразной галактикой NGC 4550, находящейся на расстоянии 3,2′ к юго-западу.  Визуально в любительский телескоп и на фотографиях NGC 4551 представляет собой яркий овал, вытянутый с восток-северо-востока на запад-юго-запад с конденсированной оболочкой; она хорошо очерчена, непрозрачна, яркость немного выше к середине. Две галактики кажутся физической парой, но их радиальные скорости существенно отличаются, причем радиальная скорость NGC 4551 гораздо больше (1121 км/с по сравнению с 330 км/с у NGC 4550). Если обе галактики находятся на одинаковом расстоянии от нас, то расстояние между их ядрами составляет примерно 46 000 световых лет. 
Расстояние: 50 млн световых лет. Диаметр: 26 тыс. световых лет.